# Lomaptera cinnamomea
Lomaptera cinnamomea är en skalbaggsart som beskrevs av Thomson 1878. Lomaptera cinnamomea ingår i släktet Lomaptera och familjen Cetoniidae. Inga underarter finns listade i Catalogue of Life.